# Зелинский, Владимир Корнельевич
Влади́мир Корне́льевич Зели́нский (род. 23 сентября 1942, Ташкент, Узбекская ССР) — православный священник, религиозный писатель, публицист, переводчик.

## Биография
Родился 23 сентября 1942 года в Ташкенте, где в это время семья находилась в эвакуации. Родители — Корнелий Люцианович Зелинский (1896—1970), критик, литературовед, мать — Елена Моисеевна Зелинская-Вольфельд (1903—1983) преподавательницa французского языка. С 1943 по 1991 год жил в Москве. В 1966 году окончил Московский государственный университет по специальности романо-германская филология. С 1970 по 1981 год работал в Институте философии АН СССР занимаясь изучением современной западной мысли, где подготовил диссертацию о философии искусства Мартина Хайдеггера. После крещения в Русской Православной Церкви в 1971 году отказался от всякой советской академической карьеры.
В 70-80 годы он писал на религиозно-философские и социальные темы, печатался в «Вестнике РХД» (Париж), в «Архиве самиздата» (Мюнхен). После издания во Франции книги «Приходящие в Церковь» в 1981 году был уволен из Академии Наук. Во второй половине 80-х годов Владимир Зелинский участвовал в создании московского самиздатского журнала «Выбор», как и в работе группы «Церковь и перестройка», целью которой была защита верующих в СССР.
В 1988—1991 годы работал московским корреспондентом крупной французской газеты «Ouest-France». В 1991 его приглашают в Италию преподавать русский язык и русскую культуру в Католическом университете Святого Сердца. (L’Università Cattolica del Sacro Cuore) в г. Брешия. C 90-х гг. читает различные богословские курсы в Институте экуменических исследований «S.Bernardino» в Венеции, на Богословском факультете в Лугано, в католических семинариях Вероны, Реджо-Эмилии и др., участвует в ежегодных сессиях экуменического движения Италии SAE (Segretariato Attività Ecumeniche), входит в группу экспертов и группу богословов этого движения.
Печатается в итальянских, русских, французских, польских, хорватских христианских изданиях, а также ведет блог в Facebook. C 1987 по 1997 год был постоянным автором газеты «Русская мысль» (Париж). С 1988 по 2018 регулярно писал в рубрику «Форум» во французской газете La Croix. Публиковался в журналах Nouvelle Revue Théologoque (Брюссель), Istina (Париж), Le Temps de l’Eglise (Париж), Nuntium (Рим), Соmmunio (Милан), La Nuova Europa (Бергамо), Континент, Дружба народов, Дух и Лiтера (Киев) и др. С 2002 по 2017 год сотрудничал с итальянским ежемесячным журналом Jesus. Участник многих международных конференций. Время от времени выступает как обозреватель в итальянской газете Avvenire. С 2002 по 2006 год печатал авторский перевод своей книги «Взыскуя Лица Твоего» в журнале «Истина и жизнь» (Москва). Автор более 500 статей, докладов, интервью, предисловий. Член редколлегии журнала «Вестник РХД» (Париж) и альманаха «Христианос» (Рига).
Книги Владимира Зелинского получили отклики как в отечественной культуре (Валентин Курбатов, П. В. Кузнецов) так и в западной богословской мысли (Оливье Клеман, Джанфранко Равази). 

«Страницы о. Зелинского подобны литургической мелодии Восточной Церкви. Звуковые спирали бегут ввысь, повторяясь и обновляясь при этом. Западный любитель музыки вспомнит здесь технику Баха, когда одна уже известная тема оживает вновь в другом месте, оставаясь сама собой…» «Эта книга учит „видеть“, а не только смотреть, как та „глазная мазь“, очищающая глаза души, которую Христос предлагает купить Лаодикийской Церкви (Откр.3,18)…». Кардинал Джанфранко Равази.
В 1997 году в Париже в храме св. Александра Невского архиепископом Сергием (Коноваловым) был рукоположён в диакона, а в 1999 году — в священника (Русский Экзархат Константинопольского Патриархата). В связи с упразднением Русского Экзархата Вселенским Патриархатом в 2019 году перешел вместе с Архиепископией Русских Православных Церквей в Западной Европе в Русскую Православную Церковь Московского Патриархата. С 2015 года протоиерей. Настоятель основанного им православного прихода «Всех скорбящих радость» в г. Брешия (Ломбардия).
Был одним из составителей письма православных богословов с призывом к православно-иудейскому диалогу («Узнать Христа в Его народе» Иерусалим, 2007). В сентябре 2019 года подписал Открытое письмо священников в защиту заключенных по «московскому делу», а в марте 2022 в числе почти трех сотен православных священников РПЦ выступил против войны в Украине.
Член Академии Sapientia et Scientia (Рим) с 2013 года.
Доктор богословия Духовной Академии в г. Черновцы (Украина) с 2017 года. Член Амброзианской академии по кафедре славистика (Милан), с 2022 года.
Живёт в городе Брешия (Италия). Жена — Наталия Костомарова, четверо детей.

### Книги
Название каждой из книг сначала дается на том языке, на котором она была написана и впервые опубликована
- Владимир Зелинский, Приходящие в Церковь. La Presse Libre, Paris, 1983, 160 стр. ISBN 2-9044228-03-9. Перепечатано в Журнале Московской Патриархии, 1992. Франц перевод : La nouvelle génération des croyants // «L’Histoire de l’Eglise Russe». Nouvelle Cité, Paris,1989, рр. 142—224. Итал. пер.: Coloro che entrano in Chiesa. L’Altra Europa, Milano,1981.
- Владимир Зелинский, Открытие Слова. M., 1993, 180 стр. ISBN 5-867448-009-7. Франц. пер.: A la découverte de la Parole. Parole et Silence, Paris, 2004.
- Владимир Зелинский, Объятия Отча… Очерки по истории Почаевской Лавры. Почаев, 1987. 2 изд.: 2000, 192 стр. ISBN 966-560-167-9.
- Vladimir Zielinsky, Afin que le monde croie… (Дабы уверовал мир…). С предисл. Оливье Клемана, послесловием Адриано дель Аста. Paris, 1989, 160 р. ISBN 2-85313-307-2. Итал. пер.: Perché il mondo creda. La casa di Matriona, Milano,1989. Рум. пер: Dincolo di ecumenism. «Anastasia», Bucuresti, 1998.
- Vladimir Zielinsky, Révèle-moi Ta face. Parole et Silence, Paris, 2006, 230 p. (В 2007 году книга получила литературную премию Ассоциации французских католических писателей). Итал. пер.: Revelami il Tuo Volto. С предисл. кардинала Джанфранко Равази. Effatà, Torino,2010. ISBN 978-88-7402-586-2 Исп. пер.: Revélami tu Rostro, Señor. Sigueme, Salamanca, 2013.
- Священник Владимир Зелинский, Взыскуя Лица Твоего (Русский вариант французского издания). С предисл. Валентина Курбатова, послесловием прот. Михаила Аксенова-Меерсона. Дух и Літера, Киев, 2007, 400 стр. 2 изд.: Русская Неделя, Тюмень, 2013. Новое издание: Благословение имени, Алетейя, СПБ, 2019. ISBN 978-5-907189-57-7.
- Vladimir Zelinsky, The Mother of God in the Orthodox Church (Богородица в православной Церкви) в антологии «Mariology». Goleta, CA, USA, 2007. ISBN 978-1-57918-335-7.
- Священник Владимир Зелинский, Наречение имени. Дух и Літера, Киев, 2008, 654 стр. 2 изд.: Алетейя, СПБ., 2017. ISBN 978-5-906980-88-5.
- Vladimir Zelinskij, Mistero, Cuore, Speranza (Тайна, сердце, упование). С предисловием Наталино Валентини. Ancora, Milano, 2010, 208 р. ISBN 978-88-514-0764-3.
- Vladimir Zelinskij, Come il mosaico restaurato (Как восстановленная мозаика). Effatà, Torino, 2011, 208 р. ISBN 978-88-7402-698-2.
- Священник Владимир Зелинский, Ребёнок на пороге Царства. С предисловием Ольги Джарман. Москва, 2012, 192 стр. 2 изд.: Русская Неделя, Тюмень, 2015. Новое издание : Будьте как дети. Изд. Никея, Москва, 2019. ISBN 978-591761-1. Ит. пер.: Il bambino alle soglie del Regno. Изд. Effatà, Torino, 2012. Франц. пер.: L’Enfant au seuil du Royaume. Parole et Silence, Paris, 2018. Англ. пер.: The Child on the Threshold of the Kingdom, Generis Publisning. 2020, 197 p.
- Vladimir Zelinsky, «Quand tu portes ton offrande …» («Если ты принесешь дар твой..»). Saarbrücken, 2013, 156 p. ISBN 978-3-8416-9878-0
- Vladimir Zelinskij, Il Regno e il tormento della fede (Царство и мука веры). Изд. Effatà, Torino, 2014, 224 p. ISBN 978-88-7402-929-4
- Владимир Зелинский, Священное ремесло. Философские портреты. С предисл П. В. Кузнецова, Алетейя, СПБ., 2017, 400 стр. ISBN 978-5-90-6910-67-7.
- Владимир Зелинский. Разговор с отцом. С предисловием Евг. Абдуллаева, послесловием Александра Зелинского. Изд. НЛО, Москва, 2021, 184 стр. ISBN 978-5-4448-1557-1
- Владимир Зелинский. Взгляд. Заметить Христа в творении. (Эссе и размышления). Изд. «Никея», Москва, 2022. 329 стр. ISBN 978-5-907457-47-8.
- Vladimir Zielinsky. Une Eglise sous la torture-Martyre Mémoire Prophétie (Церковь под пытками. Мученичество Память Пророчество) . 212 стр. Saint-Léger éditions, 2023.
- Vladimir Zielinsky. Semence de l’unité. Voix orthodoxes et fraternelles (Семена единства. Братский голос православия). 195 стр. Saint-Léger éditions. 2023.

### Избранные статьи и доклады
- Идеократическое сознание и личность. (Под псевдонимом «Дмитрий Нелидов»). «Вестник РСХД», № 111, Париж, 1973. Перепечатано: «Самосознание» Нью-Йорк, 1975, стр. 117—151, а также: «Самиздат века», Минск-Москва, 1997, стр. 305—320.
- Евангелие от Андрея и Церковь Третьего Тысячелетия; Доклад на конференции «Россия и апостол Андрей», Амальфи (Италия); Сайт «Киевская Русь»; Христианос-15, стр. 147—160.
- La perestroyka : sa face et son revers. (Перестройка: лицо и изнанка. Сборник статей, опубликованных в 1988—1990 годы в газете «Ouest-France», Meudon. 1990, 45 стр.
- Il segreto del potere ideologico (Секрет идеологической власти). Доклад на конференции в Риме: « „Sofia“, idea dell’Europa», 1994, «La Nuova Europa», № 2, 1997, стр. 75-87.
- Rebuilding Russian Orthodoxy. An ecumenical issue (Воссоздание Русского Православия. Экуменический подход). Ed. Butler University, Indiana, USA, 1997, 12 стр.
- Maria, lo Spirito Santo e la santità. Una prospettiva ortodossa (Мария, Дух Святой и святость. Православная перспектива). «Communio», 158, 1998, стр. 38-45.
- Идеологический фетишизм и его тайна (русскоязычный вариант). Встреча между Востоком и Западом, СПБ, 1998, стр. 109—115.
- Неизвестный путь русского богословия (Борис Бакулин), ХРИСТИАНОС-VII, Рига, 1998, стр.157-179.
- Trois aspects de la foi. Брюссель, 2001, 60 стр. (Три аспекта веры, оригинал по-французски, некоммерческое издание).
- Le mystère de Marie : source d’unité (Тайна Марии: источник единства). «Nouvelle Revue théologique», tome12/1, 1999, стр. 72-91.
- Гегель и государство Абсолютного Субъекта. Сб. «Судьбы гегельянства», Москва, 2000, стр. 205—231.
- Il Volto di Cristo. Il mistero della Trinità (Лик Христа, тайна Троицы). «Il Volto dei volti», 2000, с. 9-16.
- Versönung: Der Trinitarische Zugang. (Примирение. Тринитарный подход). «Christliche Osten», № 56, 2001, с. 199—208.
- L’ortodossia e l’arte (Православие и искусство). Доклад. «Cristianesimo e arte. Un confronto interconfessionale», Cefalù (Сицилия), 2002.
- L’Eglise Russe : martyre, mémoire, prophétie. Une brève histoire de la persécution (Русская Церковь: мученичество, память, пророчество. Краткая история гонений). "Martyrs chrétiens de l’URSS ", Mareil-Marly, 2002 с. 49-131.
- The Theological and Spiritual Aspects of Reconciliation in an Orthodox Key (Богословский и духовный аспект примирения. Православный подход). Доклад на международной конференции в Дубровнике в 2002, The Journal of Ecumenical Studies, 2003, стр. 119—131.
- Sant’Andrea e la Chiesa del Terzo Millennio (Ап. Андрей и Церковь Третьего тысячелетия); La Nuova Europa, 2004
- L’icona del creato (Икона творения); in: In Ascolto del Creato, 2005, pp. 111–117.
- L’universo del fuoco piangente (Вселенная плачущего огня). Предисловие к сборнику Afanasij .A.Fet: Il richiamo della poesia; Брешия, 2012, с.9-21.
- Между титаном и вепрем. Памяти Я. Э. Голосовкера. «Яков Эммануилович Голосовкер», М.2017, 117—157.

### Переводы
С английского:
- Джон Маккуорри, Основы христианского богословия (для Московского Патриархата). 1979, 680 стр.

С немецкого:
- Мартин Хайдеггер, Феноменология и теология. 1972, изд. Института философии, 30 стр.
- Иером. Габриэль Бунге, Скудельные сосуды. Практика личной молитвы по преданию святых отцов. С послесловием переводчика «Ключ общения». Рига, 1999, 218 стр.
- Иером. Габриэль Бунге, Другой Утешитель. С приложением очерка Вл. Зелинского "Благоволение в очах Твоих… " (пер. с нем. совместно с Н. Костомаровой). Рига, 2003, 132 стр.
- Иером. Габриэль Бунге, Вино драконов и хлеб ангельский (пер. с нем. совместно с Н. Костомаровой). Рига, 2004, 176 стр.
- Баргил Пикснер, Пятое Евангелие. С Иисусом по Галилее. Изд. Коразин, Израиль, 2013, 138 стр.
- Баргил Пикснер, Иисус в Иерусалиме. Изд. Коразин, Израиль, 2015, 184 стр.

С французского:
- Анри де Любак. Католичество. Casa di Matriona, Италия 1992, 398 стр.
- Анри де Любак. Парадокс и тайна Церкви. Casa di Matriona, Италия, 1993, 144 стр.
- Оливье Клеман, Беседы с Патриархом Афинагором. С послесловием переводчика. Жизнь с Богом, Брюссель, 1994, 692 стр.
- Монах Восточной Церкви, Иисус очами простой веры. С послесловием переводчика. Москва, 2012, 126 стр.
- Луи Буйе, Утешитель (для Ленинградской духовной академии). 1982, 650 стр.
- Томаш Шпидлик, Русская Идея (пер. с франц. совместно с Н.Костомаровой). изд. О.Абышко, Москва, СПБ., 2006, 462 стр.

С итальянского:
- Артуро Каттанео, Брак: дар и служение. С приложением очерка Вл. Зелинского и Н.Костомаровой «Загадка единой плоти». Рига, 2001, 208 стр.
- Элио Сгречча, Виктор Тамбоне, Учебник биоэтики. С приложением очерка Вл. Зелинского «От биоэтики к Премудрости». Москва, 2001, 415 стр.
- Томаш Шпидлик, Молитва согласно преданию Восточной Церкви. изд. О.Абышко, Москва, СПБ., 2011, 565 стр.